# Monomorium muticum
Monomorium muticum är en myrart som först beskrevs av Carlo Emery 1887.  Monomorium muticum ingår i släktet Monomorium och familjen myror. Inga underarter finns listade i Catalogue of Life.